# Deutsche Meisterschaften im Rennrodeln 2017
Die Deutschen Meisterschaften im Rennrodeln 2017 fanden am 22. Oktober 2017 im DKB-Eiskanal in Altenberg statt.
Ursprünglich war geplant, den Wettbewerb als vorgezogene Deutsche Meisterschaften vom 21. bis 23. Dezember 2016 in Altenberg auszutragen. Aufgrund von massiven Transportproblemen mit den Rennschlitten bei der Überführung von der letzten Weltcupstation in Park City (Vereinigte Staaten, 15.–17. Dezember 2016), musste dieser Termin jedoch abgesagt werden. Die Rennschlitten der im Weltcup startenden Athleten wären erst am Abend des 22. Dezembers 2016 in Altenberg angekommen, was eine faire Durchführung des Wettbewerbs unmöglich gemacht hätte. Die Veranstaltung wurde schlussendlich zwei Wochen vor dem Start der internationalen Trainingswoche im Alpensia Sliding Centre, der Olympiabahn von Pyeongchang, ausgetragen und diente als Auftakt in die Olympiasaison 2017/18 und viertes sowie entscheidendes Weltcup-Qualifikationsrennen.
Die Titel in den Einzel- und Teamwettbewerben gingen an Titelverteidigerin Natalie Geisenberger bei den Frauen, Andi Langenhan bei den Männern und Toni Eggert/Sascha Benecken bei den Doppelsitzern. Erneut wurde bei Deutschen Meisterschaften auch eine Teamstaffel ausgetragen, diese gewann erneut die „Trainingsgruppe Sonnenschein“ um Natalie Geisenberger, Felix Loch und Tobias Wendl/Tobias Arlt.

## Ergebnisse

### Einsitzer der Frauen
| Platz | Sportlerin           | Verein                        | Zeit     |
| ----- | -------------------- | ----------------------------- | -------- |
| 1     | Natalie Geisenberger | ASV Miesbach                  | 1:45,887 |
| 2     | Jessica Tiebel       | RRC Altenberg                 | +0,519   |
| 3     | Dajana Eitberger     | RC Ilmenau                    | +0,725   |
| 4     | Tatjana Hüfner       | RC Blankenburg                | +0,815   |
| 5     | Julia Taubitz        | WSC Erzgebirge Oberwiesenthal | +1,285   |

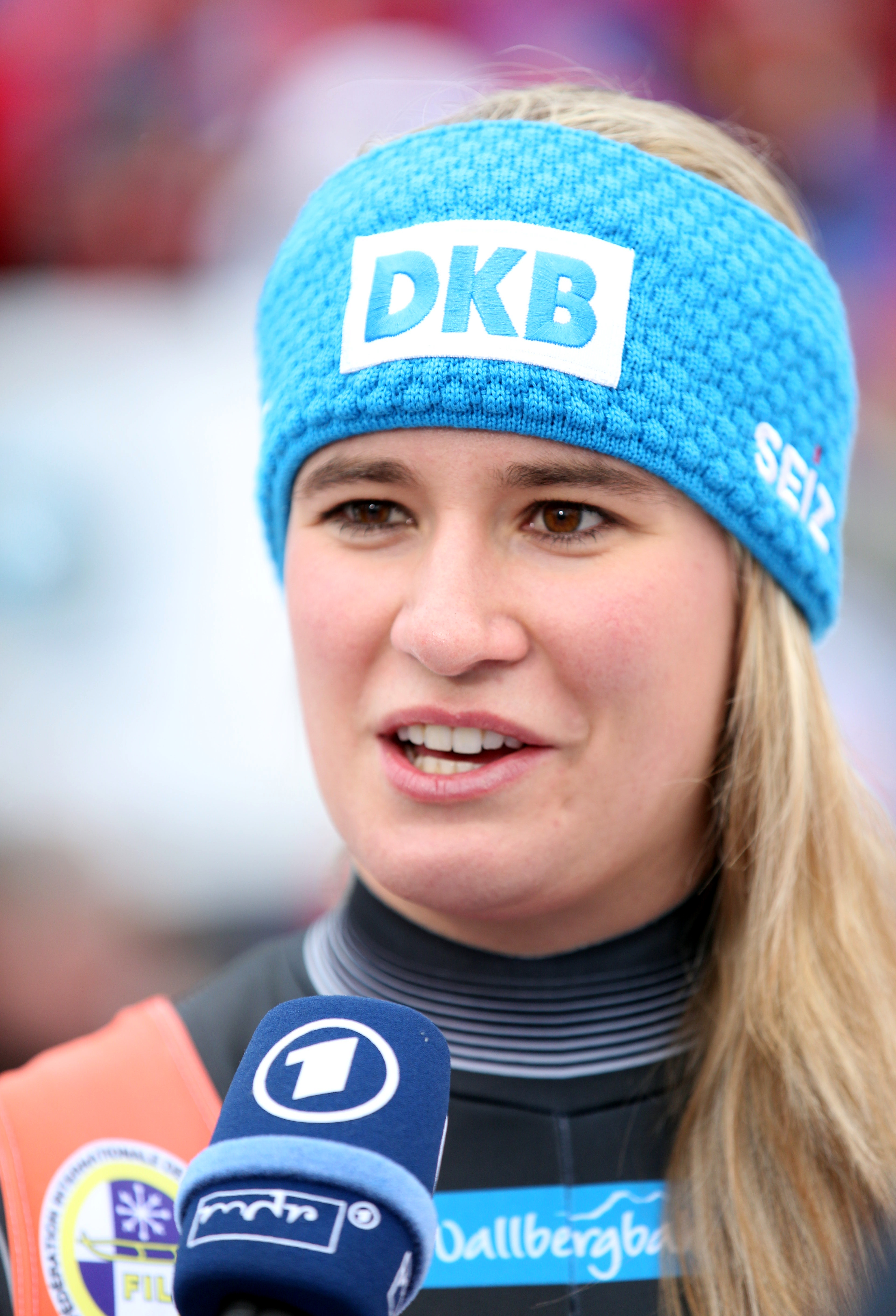
Natalie Geisenberger, Deutsche Meisterin

Natalie Geisenberger gewann ihren fünften nationalen Einzeltitel. Auf den zwei Platz fuhr überraschenderweise die Juniorenweltmeisterin Jessica Tiebel und verwies damit die Weltcupstarterin Dajana Eitberger, Weltmeisterin Tatjana Hüfner und Julia Taubitz auf die weiteren Plätze. Cheftrainer Norbert Loch zeigte sich mit dem Ergebnis von Geisenberger und Tiebel sehr zufrieden, bei Tatjana Hüfner erkannte er eine fehlende Tagesform, Julia Taubitz kritisierte er aufgrund des Rückstands von über einer Sekunde auf Siegerin Geisenberger.
Als Weltcup-Starterinnen qualifizierten sich Natalie Geisenberger, Tatjana Hüfner, Dajana Eitberger und Julia Taubitz. Jessica Tiebel sollte eine weitere Saison im Juniorinnen-Weltcup starten und wurde zusätzlich für einen Start als zusätzliche Starterin in den Nationencups in Igls, Winterberg und Altenberg nominiert. Zusätzliche Starterinnen haben im Nationencup, der als Qualifikation für den Weltcup für nicht der Gesetztengruppe angehörende Rodlerinnen dient, jedoch keine Chance sich für den Weltcup zu qualifizieren.

### Einsitzer der Männer
| Platz | Sportler              | Verein                        | Zeit     |
| ----- | --------------------- | ----------------------------- | -------- |
| 1     | Andi Langenhan        | RRC Zella-Mehlis              | 1:48,732 |
| 2     | Johannes Ludwig       | BSR Oberhof                   | +0,057   |
| 3     | Felix Loch            | RC Berchtesgaden              | +0,192   |
| 4     | Ralf Palik            | WSC Erzgebirge Oberwiesenthal | +0,325   |
| 5     | Sebastian Bley        | RT Suhl                       | +0,334   |
| 6     | Chris Eißler          | ESV Lok Zwickau               | +0,397   |
| 7     | Julian von Schleinitz | WSV Königssee                 | +0,467   |
| 8     | Christian Paffe       | BRC Hallenberg                | +0,498   |
| 9     | Toni Gräfe            | RC Ilmenau                    | +1,044   |
| 10    | Markus Hummer         | RC Berchtesgaden              | +1,173   |
| 11    | Maximilian Jung       | RT Suhl                       | +1,325   |

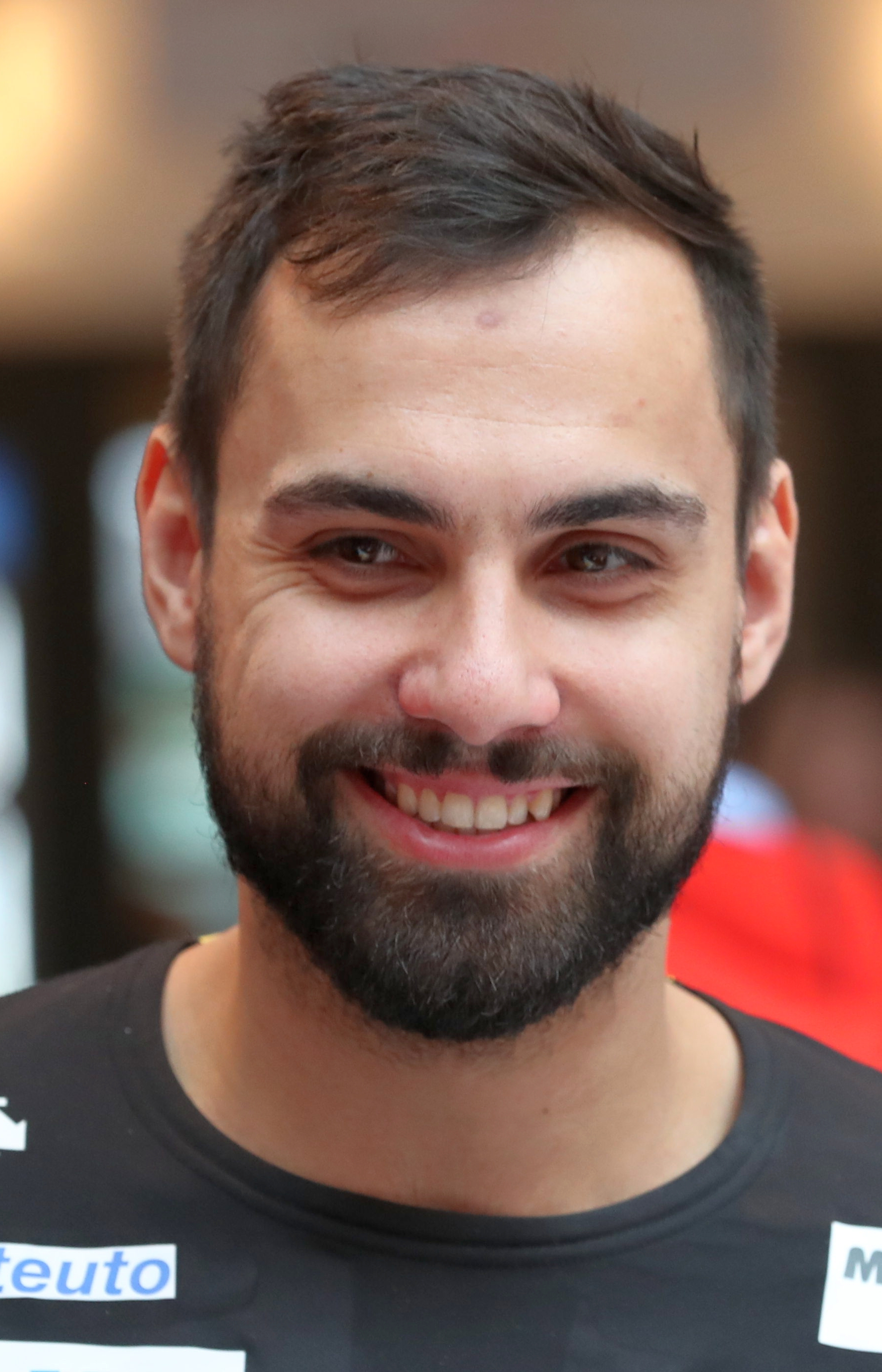
Andi Langenhan, Deutscher Meister

Andi Langenhan gelang zum zweiten Mal nach 2015 der Gewinn der Deutschen Meisterschaft. Er verwies Johannes Ludwig und Titelverteidiger Felix Loch auf die weiteren Podiumsplätze. Ralf Palik erreichte beim ersten Wettkampf nach seiner Schulterverletzung, die er sich beim Rennrodel-Weltcup im Februar 2017 in Oberhof zugezogen hatte, Rang 4. Für Cheftrainer Norbert Loch war dieses Ergebnis erwartbar.
Mit dem 7. Platz bei den Deutschen Meisterschaften sicherte sich Julian von Schleinitz das fünfte Weltcupticket bei den Männern. Damit waren für die Weltcups in Igls, Winterberg und Altenberg Andi Langenhan, Felix Loch, Johannes Ludwig, Ralf Palik und Julian von Schleinitz nominiert. Als zusätzlicher Starter für die Nationencups in Igls, Winterberg und Altenberg wurde im Anschluss an die Deutschen Meisterschaften Christian Paffe nominiert.

### Doppelsitzer
| Platz | Sportler                       | Verein                                      | Zeit     |
| ----- | ------------------------------ | ------------------------------------------- | -------- |
| 1     | Toni Eggert/Sascha Benecken    | BRC Ilsenburg                               | 1:23,395 |
| 2     | Tobias Wendl/Tobias Arlt       | RC Berchtesgaden/WSV Königssee              | +0,382   |
| 3     | Robin Geueke/David Gamm        | BSC Winterberg                              | +0,678   |
| 4     | Florian Löffler/Florian Berkes | RRV Sonneberg/RT Suhl                       | +0,710   |
| 5     | Nico Semmler/Johannes Pfeiffer | BRC Ilsenburg/WSC Erzgebirge Oberwiesenthal | +1,140   |
| 6     | Tim Brendel/Markus Grassl      | RC Berchtesgaden/WSV Königssee              | +1,281   |

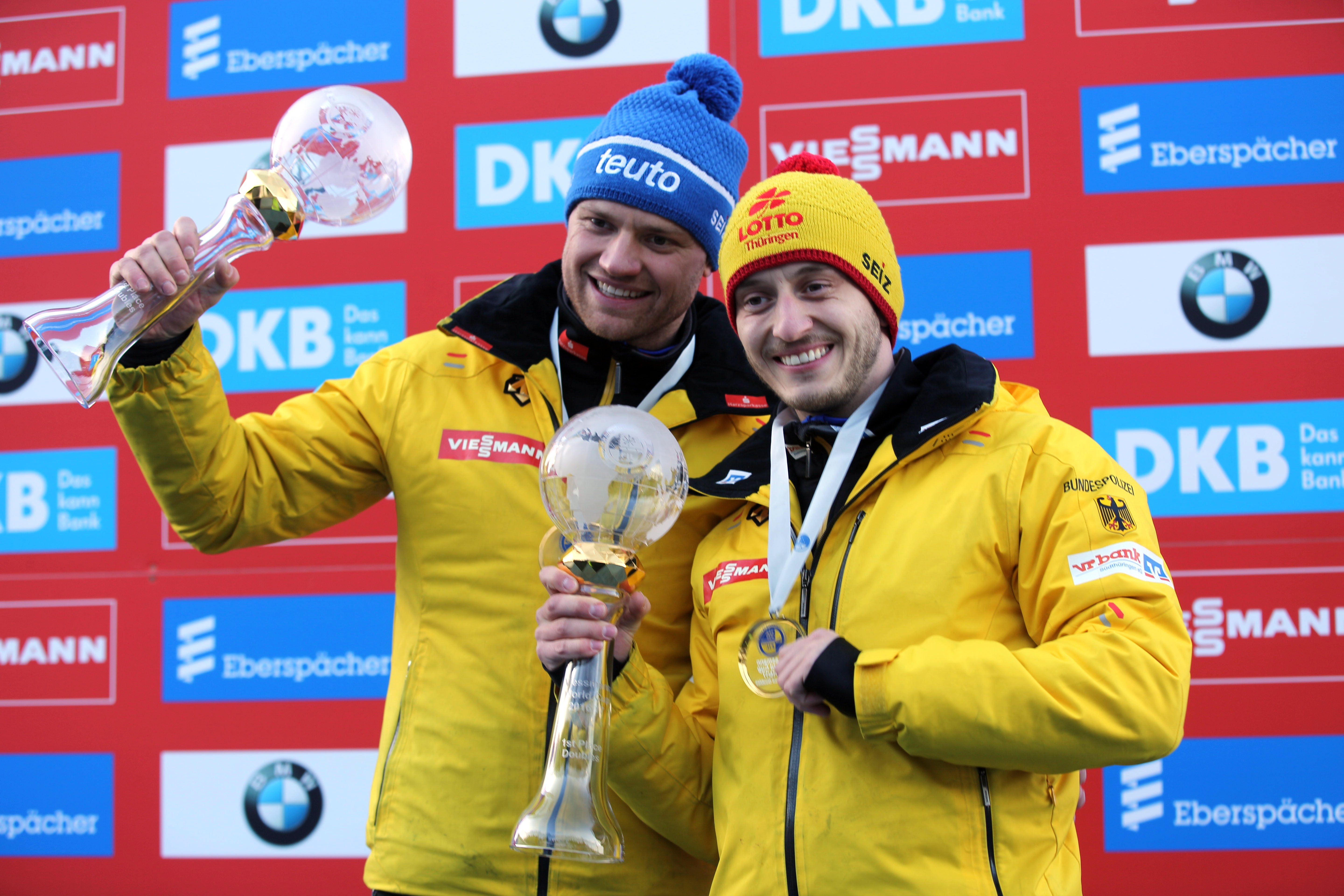
Toni Eggert und Sascha Benecken, Deutsche Meister

Die Weltcup-Sieger der Saison 2016/17, Toni Eggert und Sascha Benecken, sicherten sich bei den Doppelsitzern den Sieg vor den Titelverteidigern Tobias Wendl und Tobias Arlt sowie Robin Geueke und David Gamm. Cheftrainer Norbert Loch bezeichnete das Ergebnis als erwartungsgemäß.
Diese drei Doppelsitzerpaare sicherten sich mit ihren Podestplätzen bei den Deutschen Meisterschaften die drei Weltcup-Startplätze des deutschen Teams. Florian Löffler und Florian Berkes wurden aufgrund ihrer Leistung von Cheftrainer Norbert Loch als zusätzliche Starter für die Nationencuprennen in Igls, Winterberg und Altenberg nominiert.

### Teamstaffel
| Platz   | Sportler                                                     | Verein                                                                                  | Zeit     |
| ------- | ------------------------------------------------------------ | --------------------------------------------------------------------------------------- | -------- |
| 1       | Natalie Geisenberger Felix Loch Tobias Wendl/Tobias Arlt     | ASV Miesbach RC Berchtesgaden /WSV Königssee                                            | 2:25,598 |
| 2       | Jessica Tiebel Ralf Palik Nico Semmler/Johannes Pfeiffer     | RRC Altenberg WSC Erzgebirge Oberwiesenthal BRC Ilsenburg/WSC Erzgebirge Oberwiesenthal | +0,340   |
| 3       | Tatjana Hüfner Sebastian Bley Florian Löffler/Florian Berkes | RC Blankenburg RT Suhl RRV Sonneberg/RT Suhl                                            | +1,020   |
| 4       | Julia Taubitz Christian Paffe Robin Geueke/David Gamm        | WSC Erzgebirge Oberwiesenthal BRC Hallenberg BSC Winterberg                             | +3,361   |
| DSQ DNS | Dajana Eitberger Andi Langenhan Toni Eggert/Sascha Benecken  | RC Ilmenau RRC Zella-Mehlis BRC Ilsenburg                                               |          |

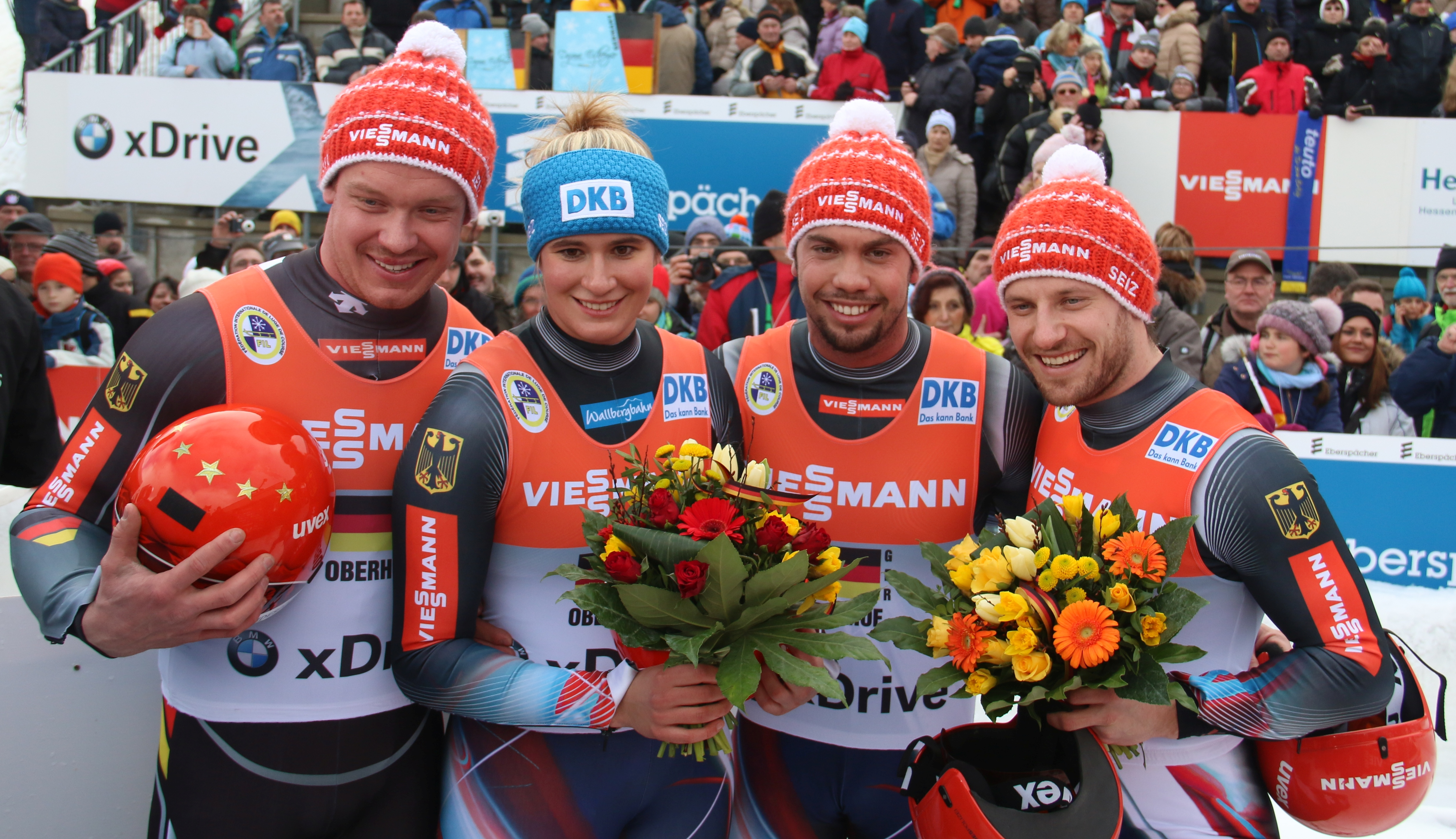
Teamstaffel um Felix Loch, Natalie Geisenberger, Tobias Wendl und Tobias Arlt (von links nach rechts)

Der Deutschen Meistertitel sicherten sich die „Trainingsgruppe Sonnenschein“ rund um Natalie Geisenberger, Felix Loch und Tobias Wendl/Tobias Arlt vor der Teamstaffel um Jessica Tiebel, Ralf Palik und Nico Semmler/Johannes Pfeiffer sowie Tatjana Hüfner, Sebastian Bley und Florian Löffler/Florian Berkes. Anders als bei der Austragung der Teamstaffel im Vorjahr erfolgte die Teamzusammensetzung nicht nach den Platzierungen in den Einzelwettbewerben.